# Dębnica Kaszubska (gmina)
Dębnica Kaszubska – gmina wiejska w województwie pomorskim, w powiecie słupskim. W latach 1975–1998 gmina położona była w województwie słupskim.
Siedziba gminy to Dębnica Kaszubska.
Według GUS w 2023 r. obszar ten zamieszkiwało 9024 osób.

## Położenie
Gmina położona jest w północno-zachodniej części województwa pomorskiego i południowo-wschodniej powiatu słupskiego. 
Sąsiednie gminy:
Redzikowo, Damnica, Potęgowo, Czarna Dąbrówka,
Borzytuchom, Kołczygłowy, Trzebielino, Kobylnica.
Oddalona jest o około 12 km od miasta Słupsk.
Omawiana gmina częściowo leży na terenie Parku Krajobrazowego Dolina Słupi. Duży jej
obszar znajduje się w otulinie parku. W 2004 cały obszar Parku włączony został do sieci Natura 2000 jako Obszar Specjalnej Ochrony ptaków jako „Dolina Słupi” (kod obszaru PLB 220002).

## Miejscowości
Na terenie gminy leżą 43 miejscowości.
W skład gminy wchodzą 22 sołectwa: Brzeziniec-Borzęcinko, Budowo, Dębnica Kaszubska, Dobieszewo, Dobra, Gałęzów, Gogolewko, Gogolewo, Grabin, Jawory, Kotowo, Krzywań, Łabiszewo, Mielno, Motarzyno, Niepoględzie, Podole Małe, Podwilczyn, Skarszów Dolny, Skarszów Górny, Starnice-Troszki, Żarkowo.
Pozostałe miejscowości: Boguszyce, Borzęcino, Dargacz, Dobieszewko, Dobrzec, Dobrzykowo, Dudzicze, Goszczyno, Jamrzyno, Krzynia, Leśnia, Łysomice, Łysomiczki, Maleniec, Niemczewo, Ochodza, Spole, Starniczki, Strzegomino.
Spis uwzględnia dodatkowo dwie osady wyludnione w ostatnich latach: Budówko i Grabówko.
Nie uwzględnia on natomiast miejscowości znajdujących się w TERYT, takich jak: Piaszki, Sulin i Zakłodno.

## Struktura powierzchni
Według danych z roku 2011 gmina Dębnica Kaszubska ma obszar 299,52 km², w tym:
- użytki rolne: 43%
- użytki leśne: 48%

Gmina stanowi 13,02% powierzchni powiatu.

## Demografia

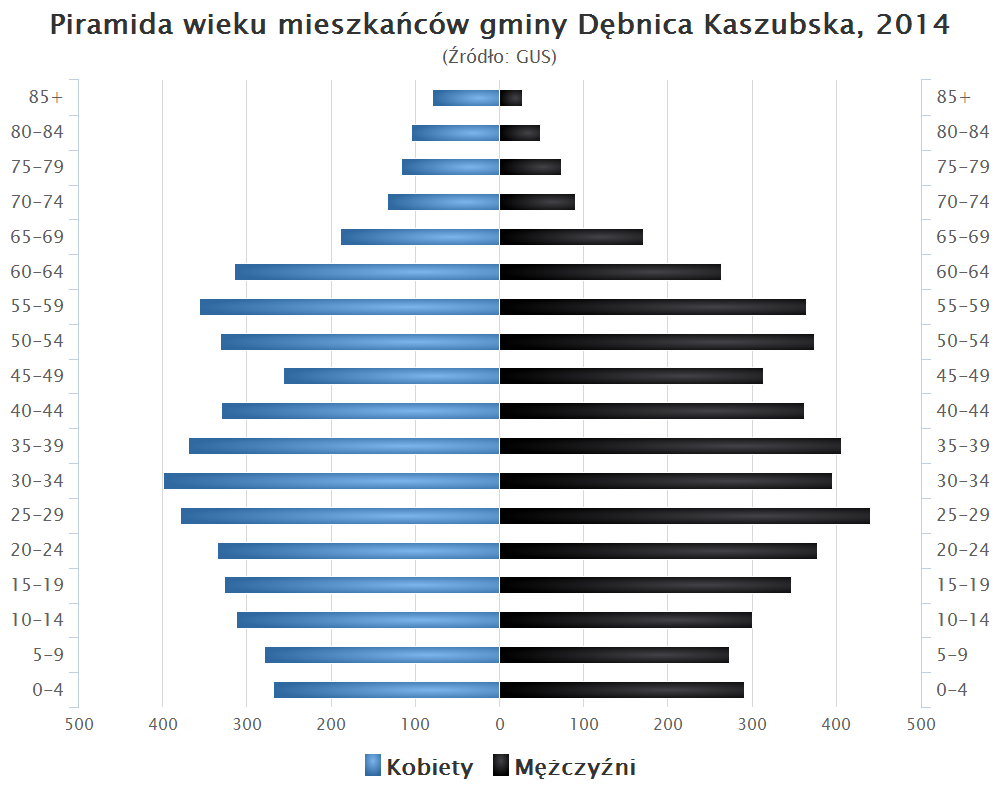
Piramida wieku mieszkańców gminy Dębnica Kaszubska w 2014 roku

Dane na koniec 2017 roku.
| Opis                              | Ogółem | Ogółem | Kobiety | Kobiety | Mężczyźni | Mężczyźni |
| --------------------------------- | ------ | ------ | ------- | ------- | --------- | --------- |
| jednostka                         | osób   | %      | osób    | %       | osób      | %         |
| populacja                         | 9736   | 100    | 4845    | 49,8    | 4891      | 50,2      |
| gęstość zaludnienia (mieszk./km²) | 33,0   | 33,0   | 16,3    | 16,3    | 16,7      | 16,7      |

## Ochrona przyrody
Część obszaru gminy położona jest w granicach Parku Krajobrazowego Dolina Słupi. Na jej terenie znajdują się także dwa rezerwaty przyrody – „Źródliskowe Torfowisko” i „Gogolewko”. W obszarze gminy utworzono również dziesięć użytków ekologicznych – „Studnia Nietoperzy”, „Łąki nad Ciekiem Gogolewskim”, „Moczary”, „Torfowisko Dobra”, „Torfowisko Wieliszewo 3”, „Torfowisko Wieliszewo 4”, „Torfowisko Wieliszewo 5”, „Torfowisko Wieliszewo 6”, „Torfowisko Wieliszewo 7”, „Torfowisko Wieliszewo 8”. Na dzień 8 marca 2020 w gminie było 50 pomników przyrody, m.in. głaz narzutowy „Smocze jajo”, sosna zwyczajna „Księżna Anna”, dęby szypułkowe o nazwach „Dąb Napoleona” i „Dąb jaworowy”.

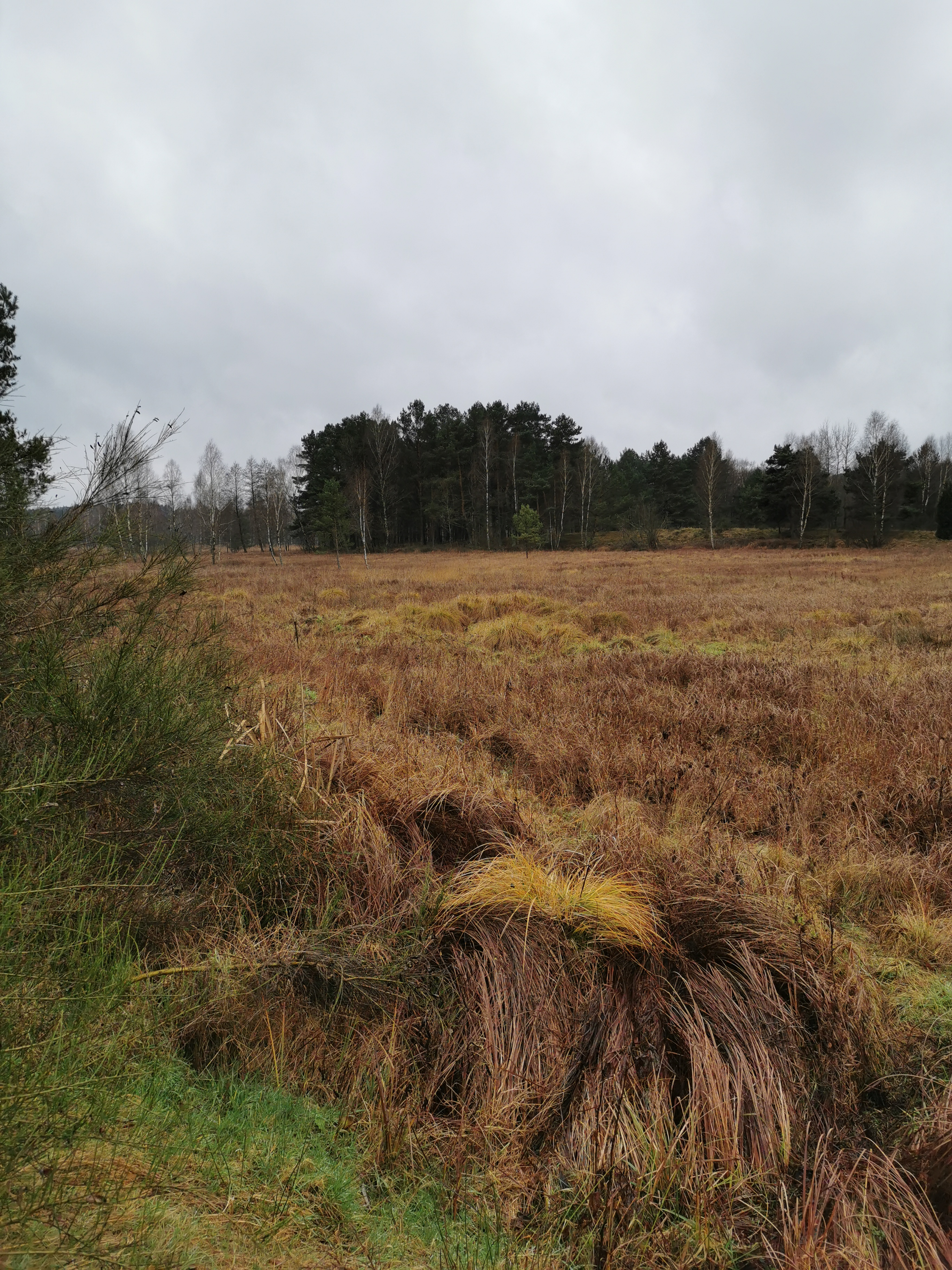
Rezerwat przyrody „Gogolewko”
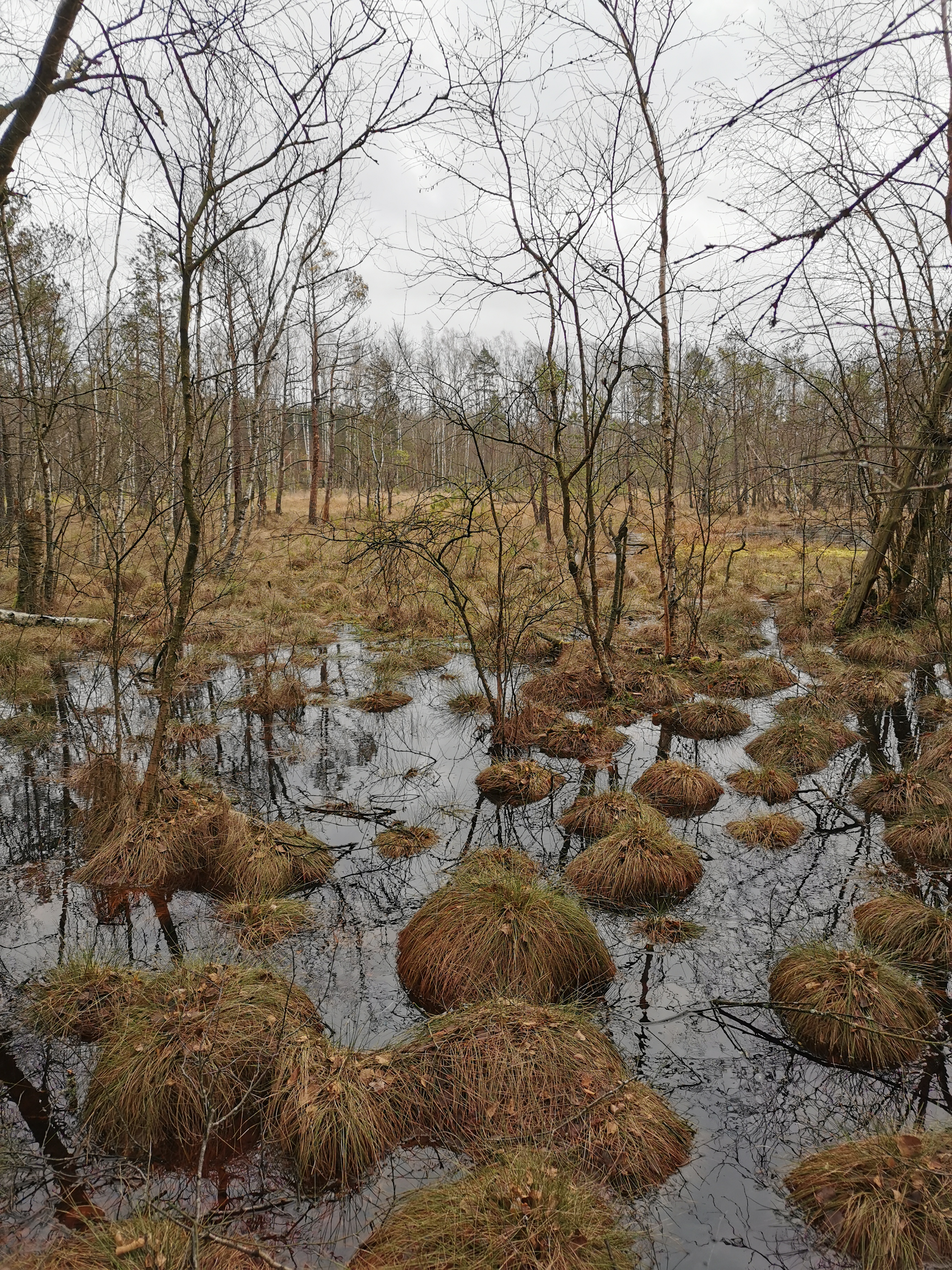
Użytek ekologiczny „Moczary”